# Egerbecken

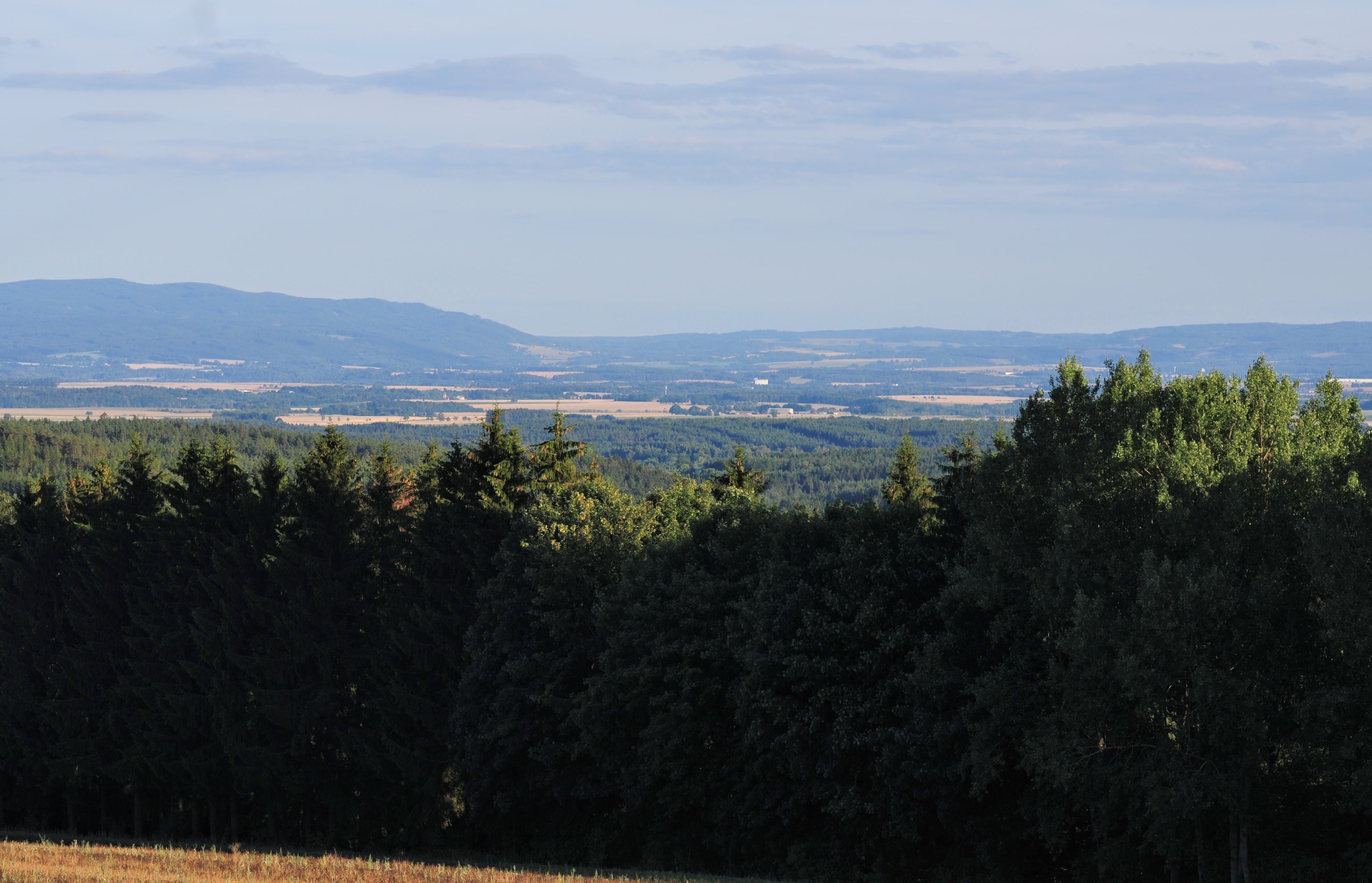
Blick über einen Teil des Egerbeckens vom Wirtsberg bei Landwüst

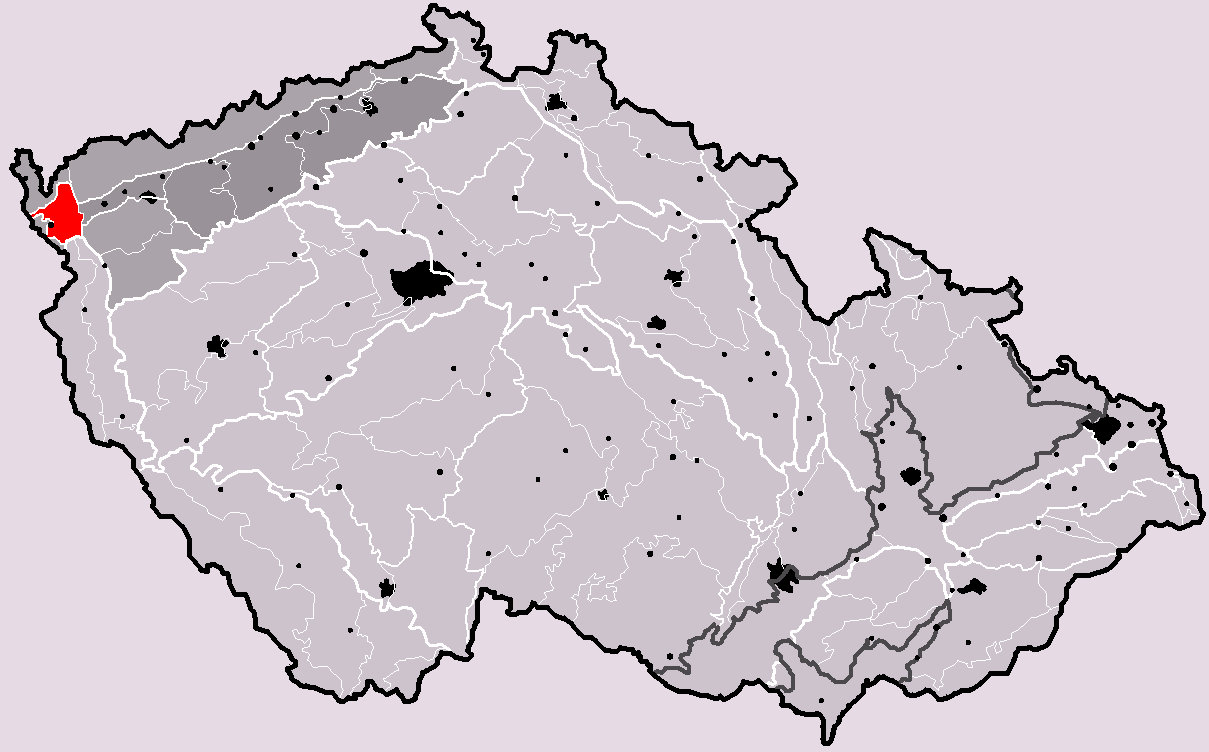
Das Egerbecken innerhalb der Geomorphologischen Einteilung Tschechiens

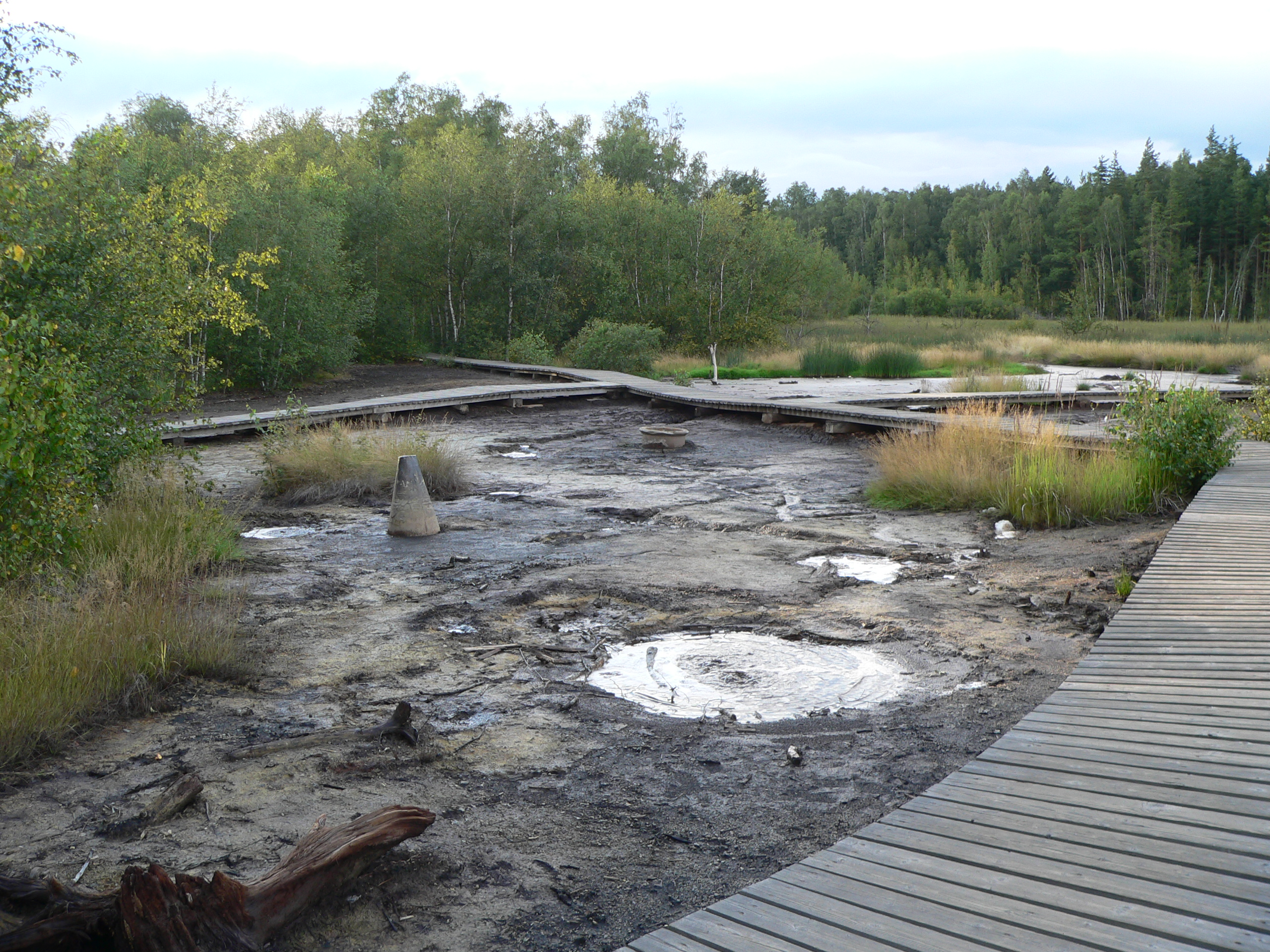
Mofetten im Naturreservat Soos bei Skalná

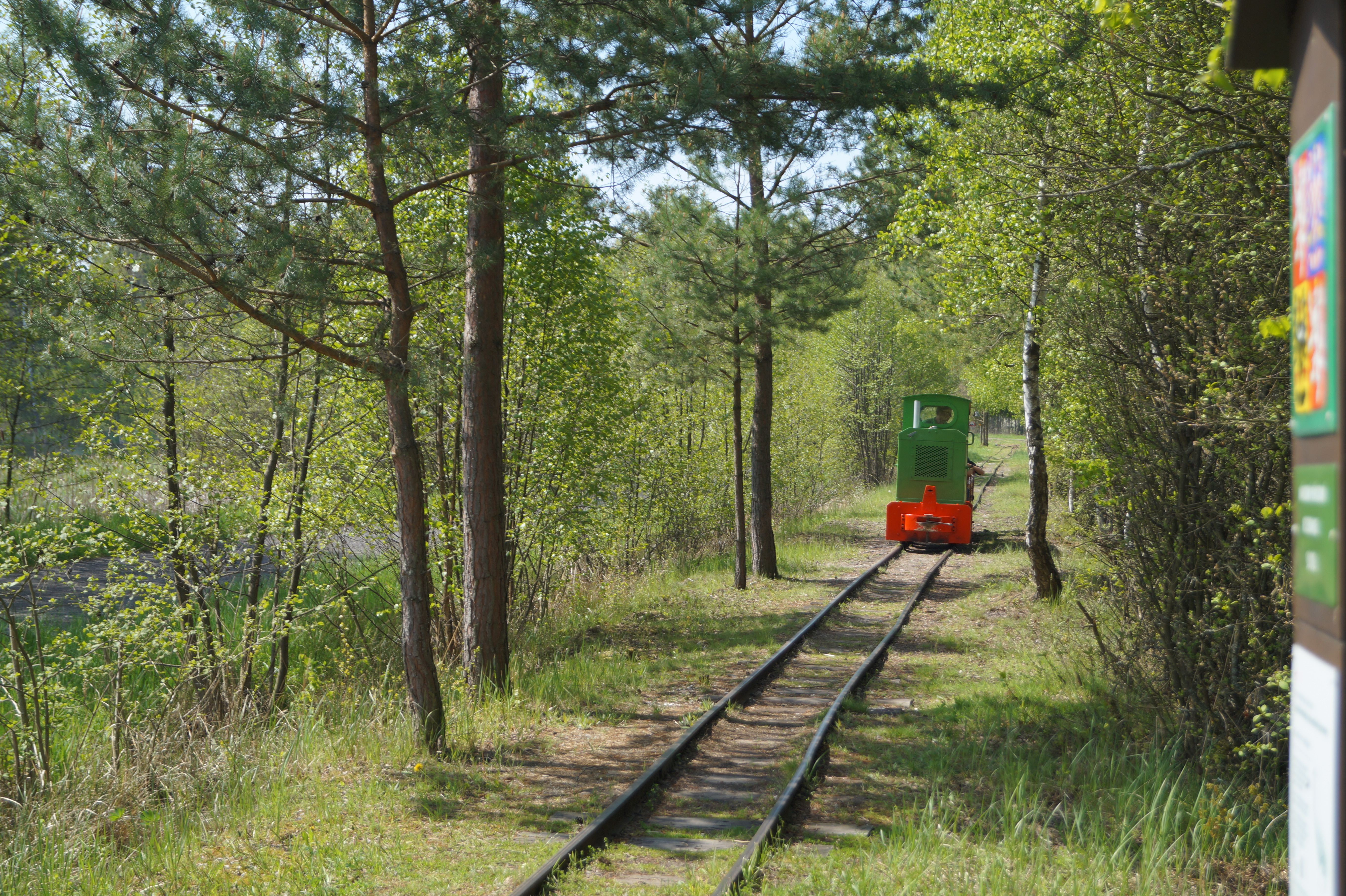
Werksbahn im Naturreservat Soos

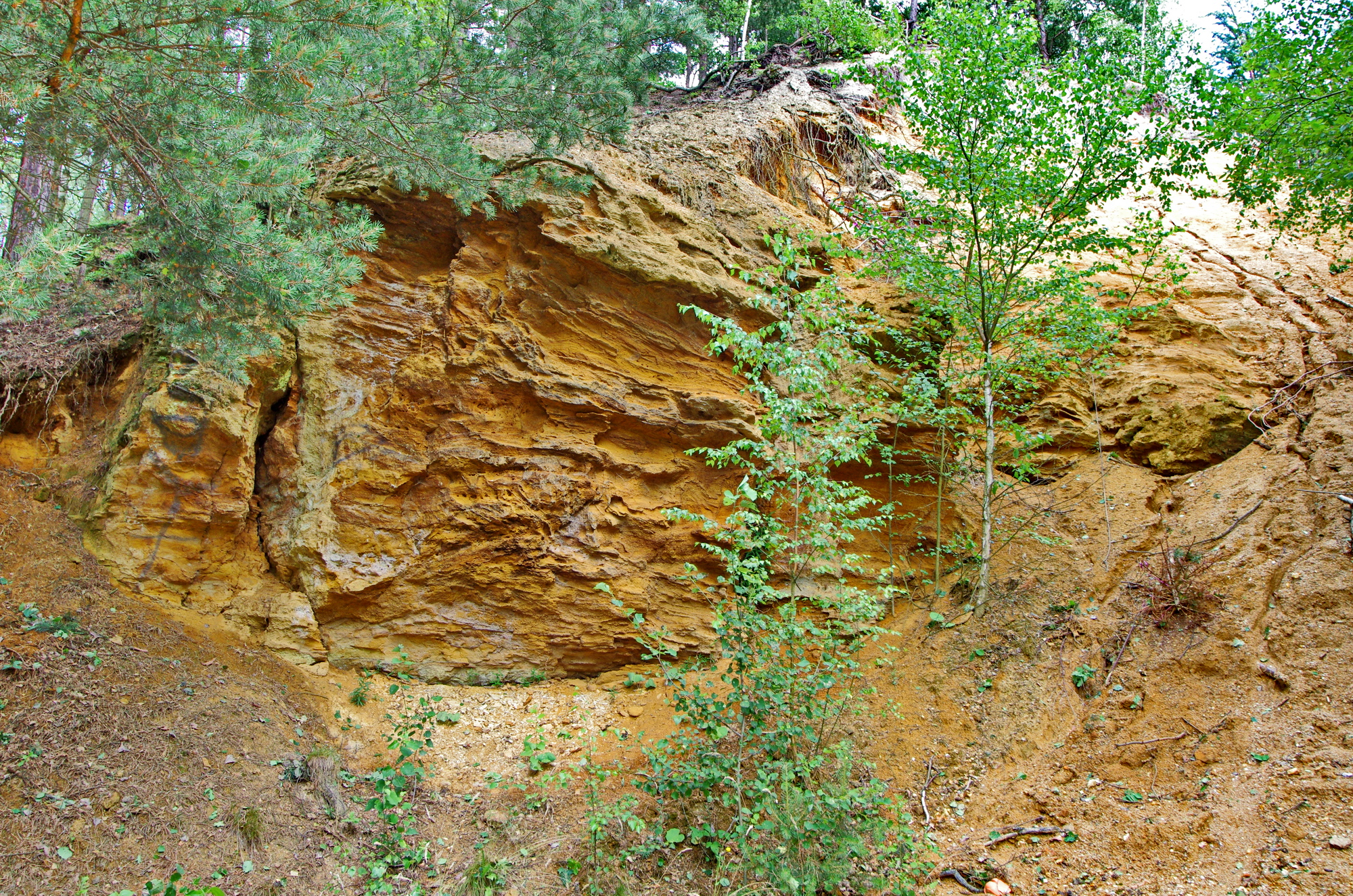
Bergbaulicher Aufschluss der Wildsteiner-Schichten (Vildštejnské souvriství) in einer aufgegebenen Sandgrube südwestlich von Kynšperk nad Ohří

Das Egerbecken oder Egerer Becken (tschechisch Chebská pánev) ist eine nach der etwa in ihrer Mitte liegenden Stadt Eger (tschechisch Cheb) benannte geologische Struktureinheit und ein 271 km² großer Naturraum in Tschechien. Der höchste Punkt dieser Region ist der Doubravský vrch (Taubrather Berg bei dem Ort Taubrath, 534 m), ihr tiefster Punkt die Eger bei Kynšperk nad Ohří (Königsberg a. d. Eger, 431 m).
Südlich und östlich von Schönberg am Kapellenberg erstreckt sich der Naturraum „Egerbecken“ auch auf das Territorium des Freistaats Sachsen. Dieser nur 3,56 km² große Anteil wird in der sächsischen Naturraumgliederung als Mikrogeochore „Schönberger Rücken- und Teichgebiet“ beschrieben.

## Geographie
Landschaftlich begrenzt wird das Egerbecken vom Elstergebirge im Norden, dem Falkenauer Becken und Kaiserwald im Osten, dem Vorland des Oberpfälzer Waldes im Südosten, Oberpfälzer Wald im Süden und Ausläufern des Fichtelgebirges im Westen.

## Geologie
Das Egerer Becken ist ein Teil des Egergrabens. Die Sedimentgesteins-Formationen des Egerer Beckens wurden während des Jungtertiärs und des älteren Quartärs zwischen etwa 2,7 Millionen und 850.000 Jahren am Grund von Seen abgelagert, die längst verlandet sind. In diesen ausgedehnten Seen entstand durch Vulkanismus vor 720.000 Jahren der heutige Schlackenkegel des Kammerbühl. Das Grundgebirge des Beckens, auf dem diese Sedimente abgelagert wurden, besteht größtenteils aus Granitoiden der Böhmischen Masse.
Im Jahre 1883 wurde in einer Tonsteingrube (kalkig-tonige Sedimente, Cypris-Schichten) zwischen Horní Ves (früher: Oberndorf) und Doubí (früher: Aag) nahe Třebeň (früher: Trebendorf) ein fast vollständiges Skelett eines Deinotherium (heute im Naturhistorischen Museum Wien) und Skelettreste eines Mastodon, Vorläufer der heutigen Elefanten gefunden.
Die für ihre Fossilfunde bekannten Cypris-Schichten (benannt nach Cypris angusta, Ostrakoden) aus dem Übergang vom Unter- zu Mittelmiozän sind eine bis zu 200 m mächtige Abfolge von grauen und braunen Tonen und bituminösen Tonsteinen, die feinsandige und schluffige Anteile enthalten. Darin treten Konkretionen aus Pyrit sowie sapropelitische, kalkige und sideritische Horizonte auf. Im Egerbecken sind diese Schichtkomplexe von bis zu 170 m mächtigen tonig-sandigen Sedimenten aus dem Pliozän (Piacenzium), den Wildsteiner-Schichten (tschechisch Vildštejnské souvriství) abgedeckt. Zwischen dem Burdigalium und dem Piacenzium ist die Sedimentfolge durch einen Hiatus unterbrochen. Im Liegenden der Cypris-Schichten befinden sich bei etwa 250 bis 350 m Tiefe Braunkohleflöze mit bis zu 32 m Mächtigkeit. Relativ oberflächennah treten die Cypris-Schichten südlich von Skalná, östlich der Städte Cheb und Františkovy Lázně bis Nebanice sowie zwischen den Orten Lipová und Okrouhlá auf.

## Kulturanthropologische Geschichte
Während der Bronzezeit war das Egerbecken dicht besiedelt. Neben dem bronzezeitliches Urnenfeld von Sirmitz, heute ein Ortsteil von Franzensbad, sind rund 70 weitere Fundplätze aus dieser Zeit sind bekannt.
In der folgenden Hallstattperiode (ältere Eisenzeit) und der La-Tène-Zeit ging durch eine Klimaveränderung die Bevölkerungsdichte zurück. Der Heimatforscher Josef Oskar Steidl sicherte die Funde dieser Zeit im Egerbecken, die sich im Museum Cheb befinden. Nach dem Beitrag von Ernst Schwarz Sprache und Siedlung in Nordostbayern, Nürnberg 1962, erreichte der Volksstamm der Narisker auch Westböhmen. Den Kelten, denen der Fluss Eger seinen Namen verdankt und deren Lebensspuren bescheiden sind, folgten etwa zu Beginn unserer Zeitrechnung die germanischen Stämme der Hermunduren, der Vandalen und Markomannen, die in der Völkerwanderungszeit neue Siedlungsräume erreichten.
Ab etwa 500 n. Chr. besiedelten slawische Stämme, vermutlich Angehörige der Sorben (siehe: Limes Sorabicus) das Gebiet und errichteten an der Eger eine Burganlage, bei der sich die Stadt Eger, das heutige Cheb entwickelte. Der Archivar Karl Siegl sicherte um 1900 die Lage, zahlreiche Funde und veröffentlichte die Forschungsergebnisse.
Paul Cartellieri (1807–1881) erforschte als Erster diese Moorgebiete um den sich bildenden Kurort Franzensbad. Sein Sohn Josef Cartellieri (1849–1909) setzte die Forschungen fort mit Funden, die bis in die Steinzeit zurückreichen, ergänzt durch die Funde bei Dölitz. In den ausgedehnten Moorsümpfen am Schladabach und zwischen dem Soosbach und dem Fonsauerbach gab es Pfahlbausiedlungen.

## Naturräumliche Sehenswürdigkeiten
- Heilquellen in Františkovy Lázně (Franzensbad)[6]
- Bergbaulandschaft östlich von Skalná und der Werkbahn Kateřina
- Mineralquelle (Kopaninská minerálka) zwischen Nový Kostel (Neukirchen) und Kopanina (Frauenreuth)
- Mofetten von Soos (Nationales Naturreservat) mit junger Kieselgurbildung und CO2-Emissionen[6]
- Hájek, mit der Quelle Věra am Rande des Soos-Moores[6]
- Mühlenquelle (Mlýnská kyselka) westlich Mlýnek (Mühlgrün)
- Bublák-Mofette bei Vackovec
- Hartoušov-Mofetten, westlich von Hartoušov (Hartessenreuth)
- Säuerling Anita von Nebanice
- Mineralbrunnen Pochlovice (Pochlowitz) bei Dolní Pochlovice
- Teichlandschaft mit dem Kammerwald Luženský les westlich von Františkovy Lázně
- Teich- und Waldlandschaft zwischen Vojtanov und Žírovice
- Vulkane aus der Quartärzeit: Komorní hůrka (Kammerbühl) und Železná hůrka (Eisenbühl)[6]

Mineralquellen im Egerbecken
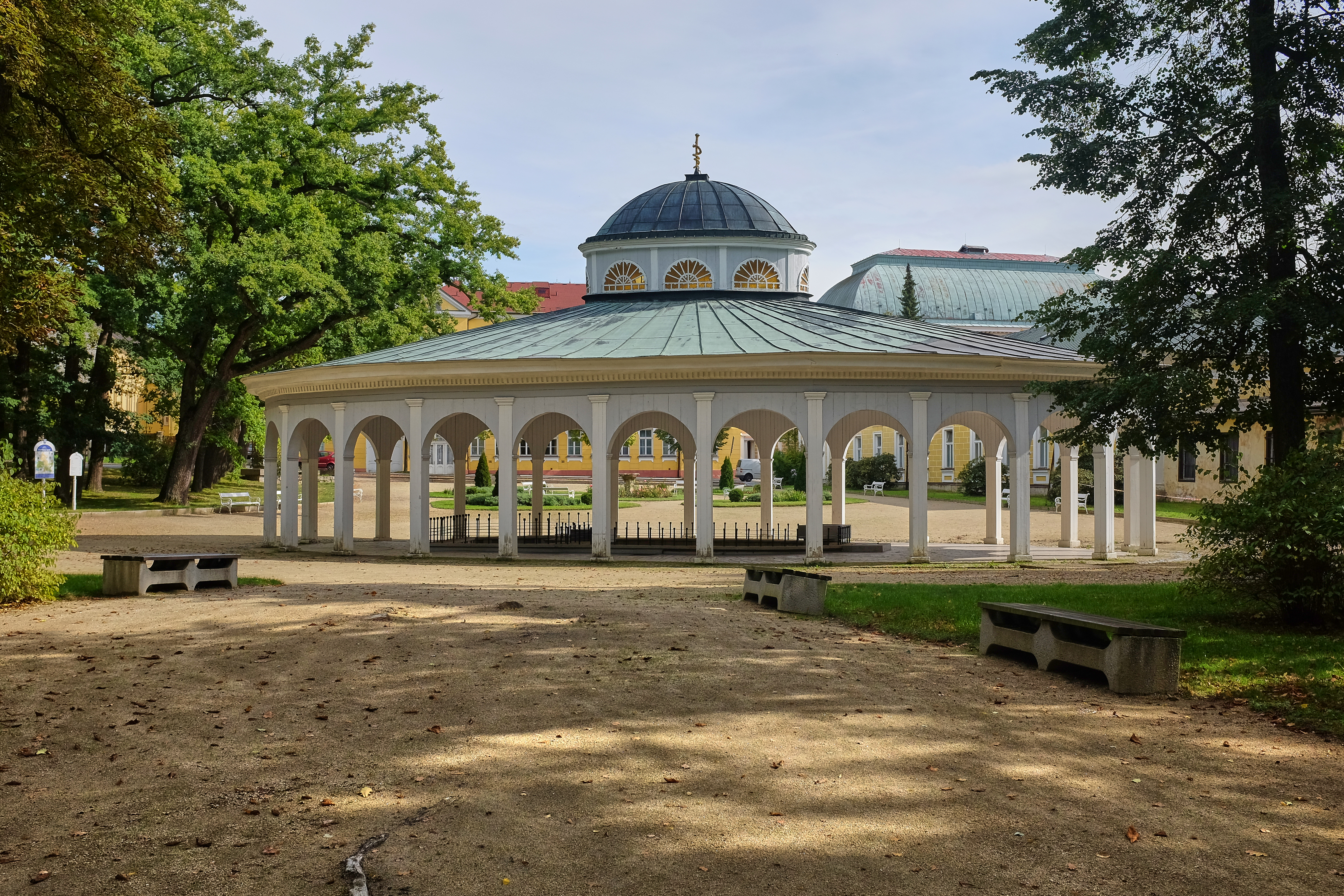
Louisen-Brunnen im Kurpark von Františkovy Lázně
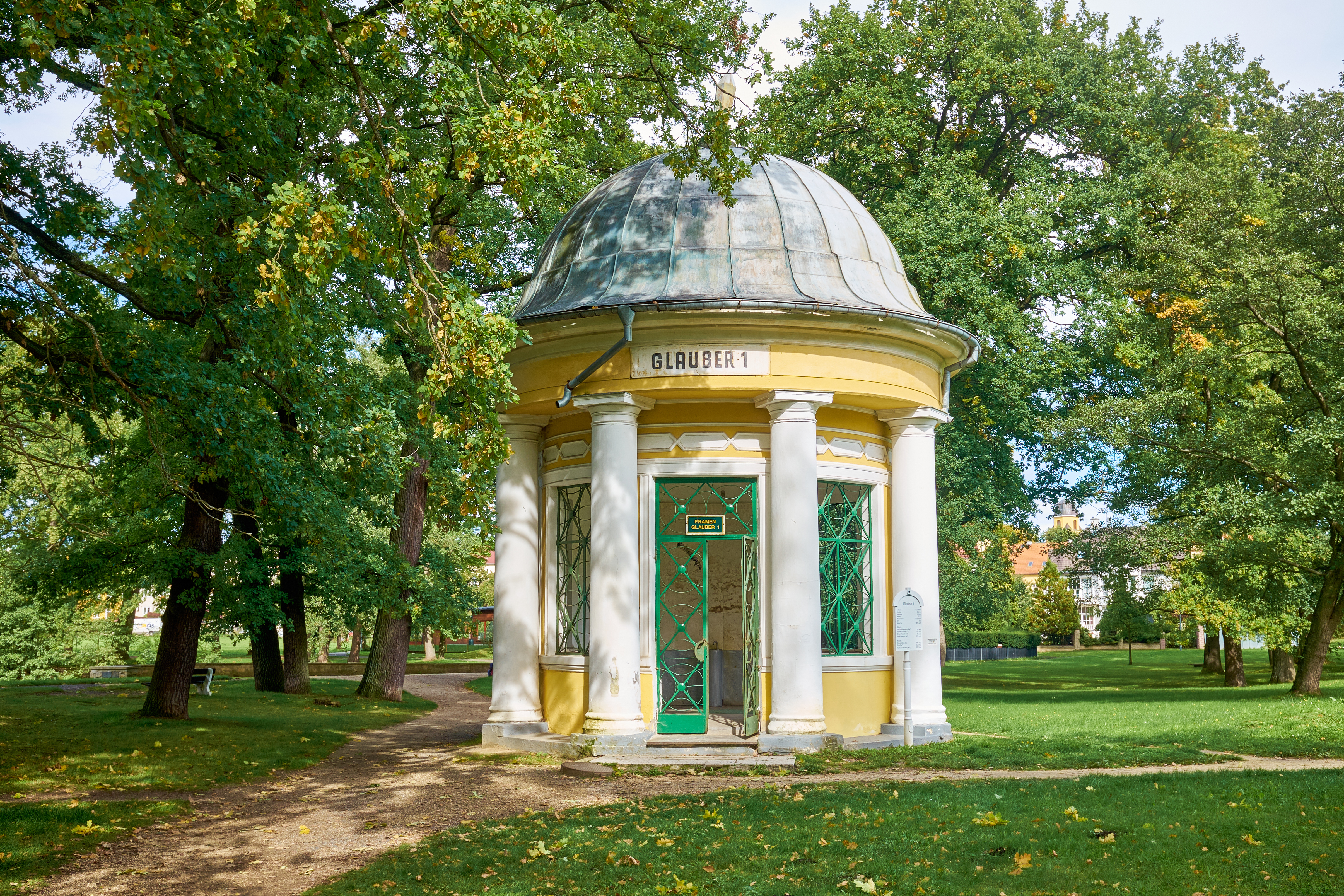
Glauberbrunnen (1) im Kurpark von Františkovy Lázně
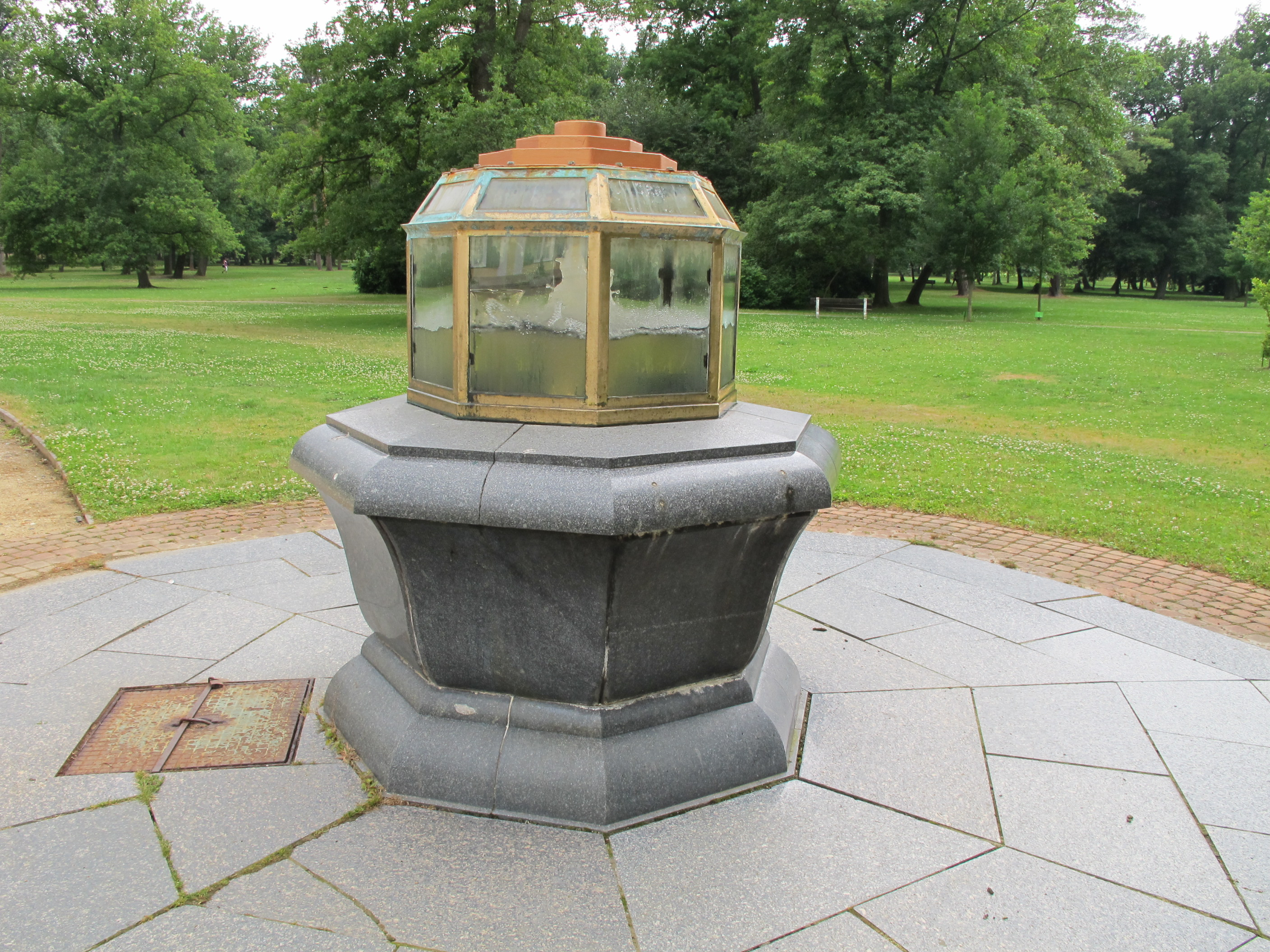
Adler-Quelle im Kurpark von Františkovy Lázně
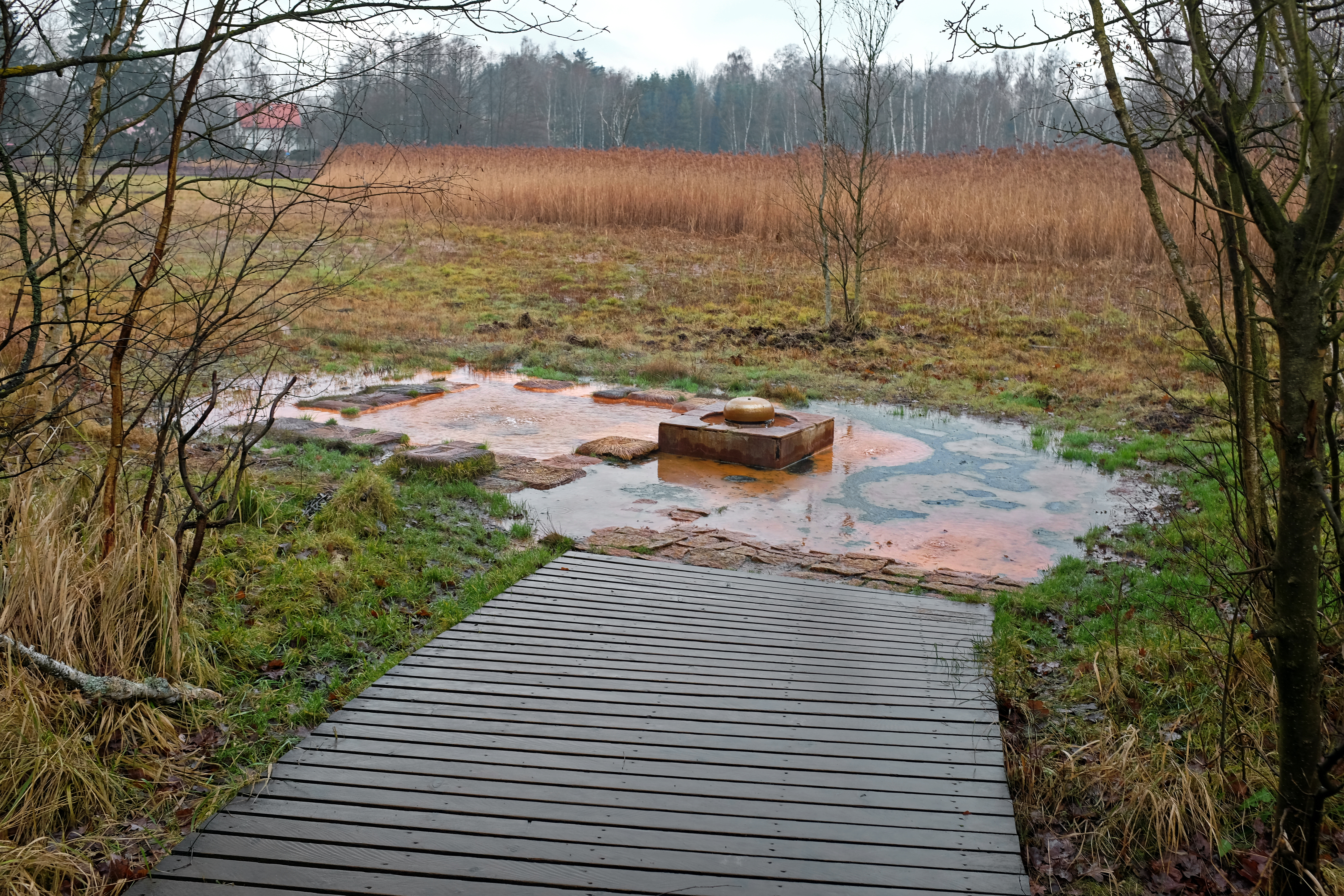
Císařský pramen (Kaiserquelle) im Moor Soos
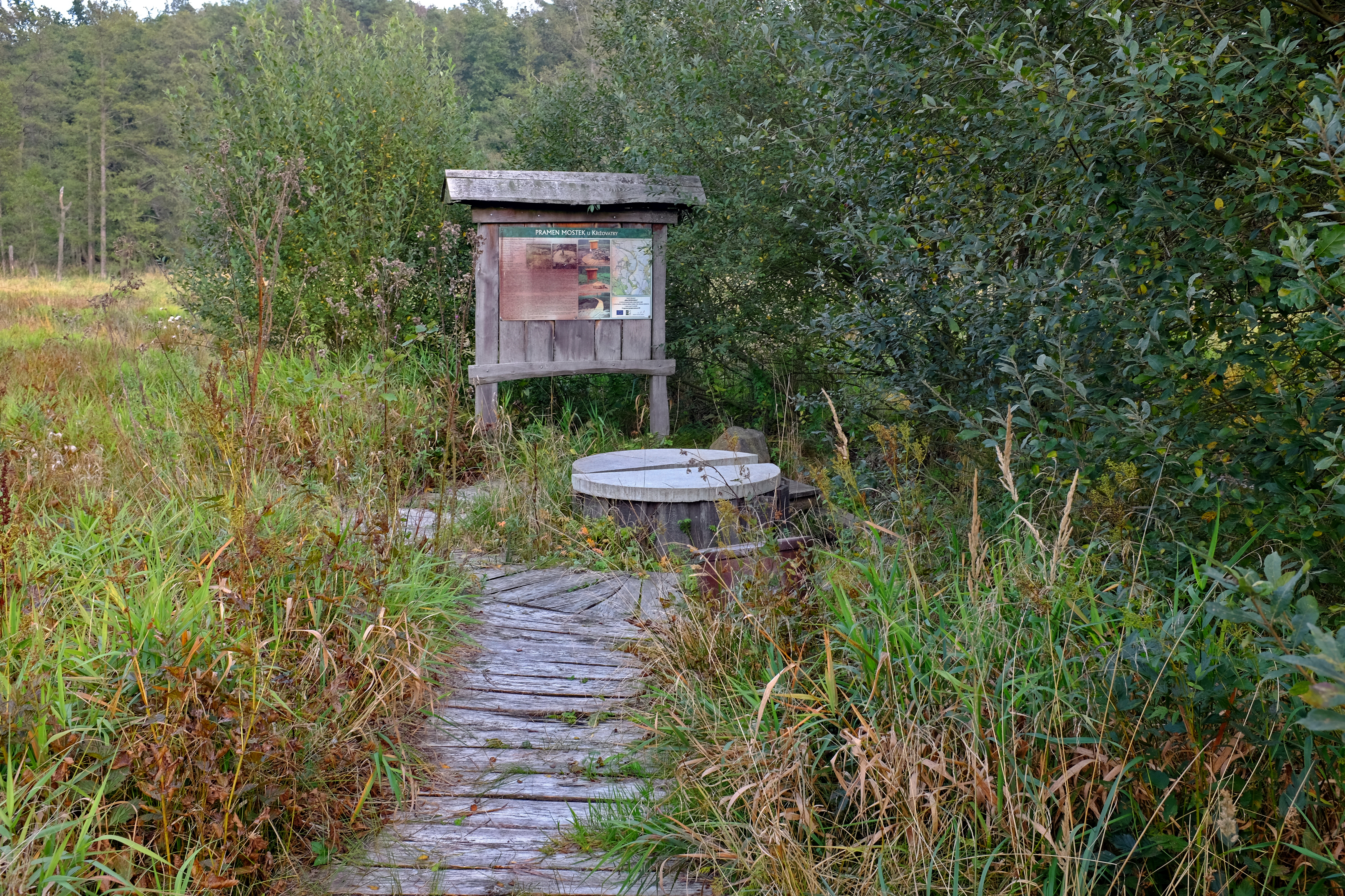
Mineralquelle bei Mostek u Křižovatky (Bruck)
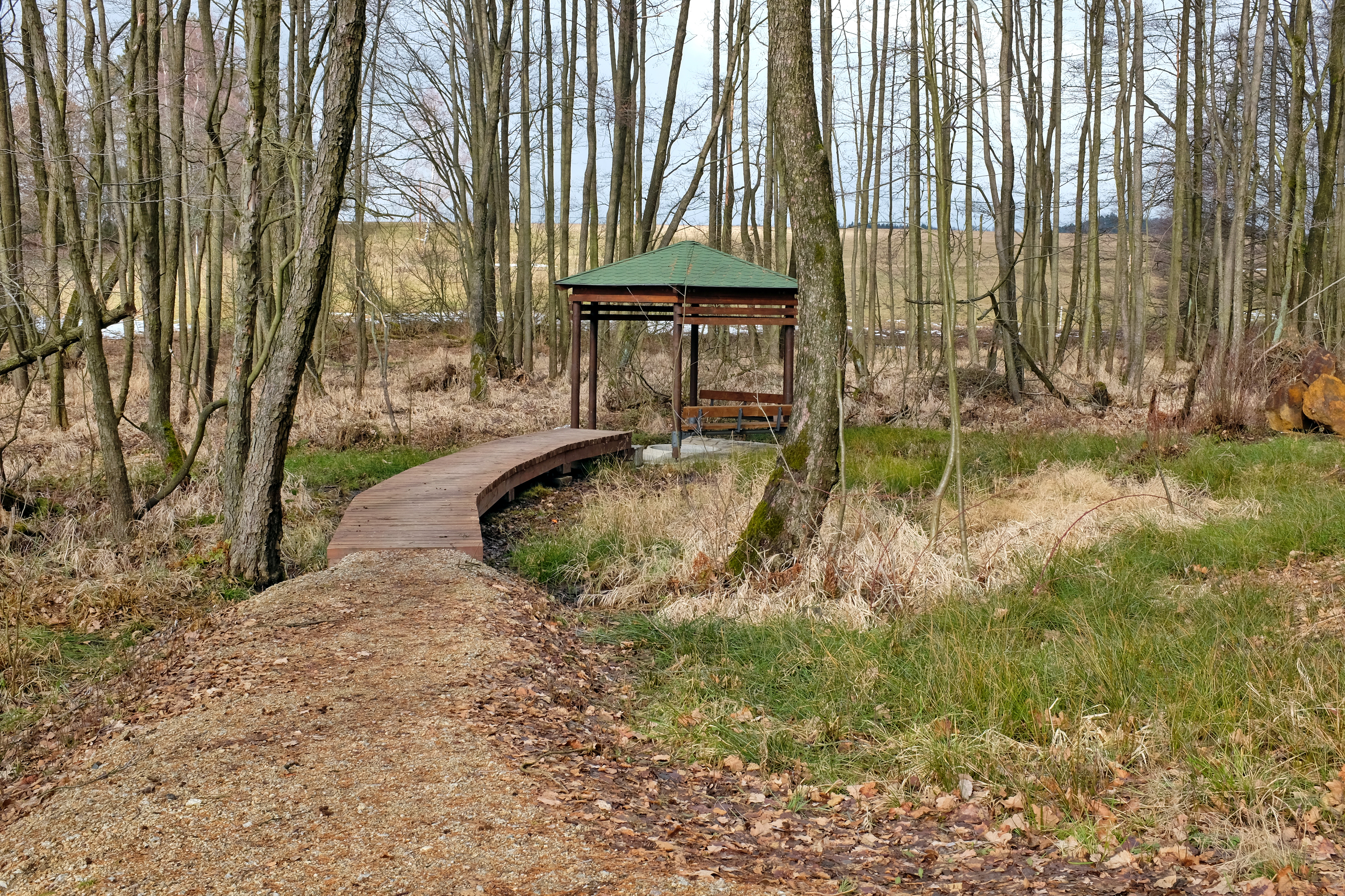
Mineralbrunnen Kopaninská minerálka
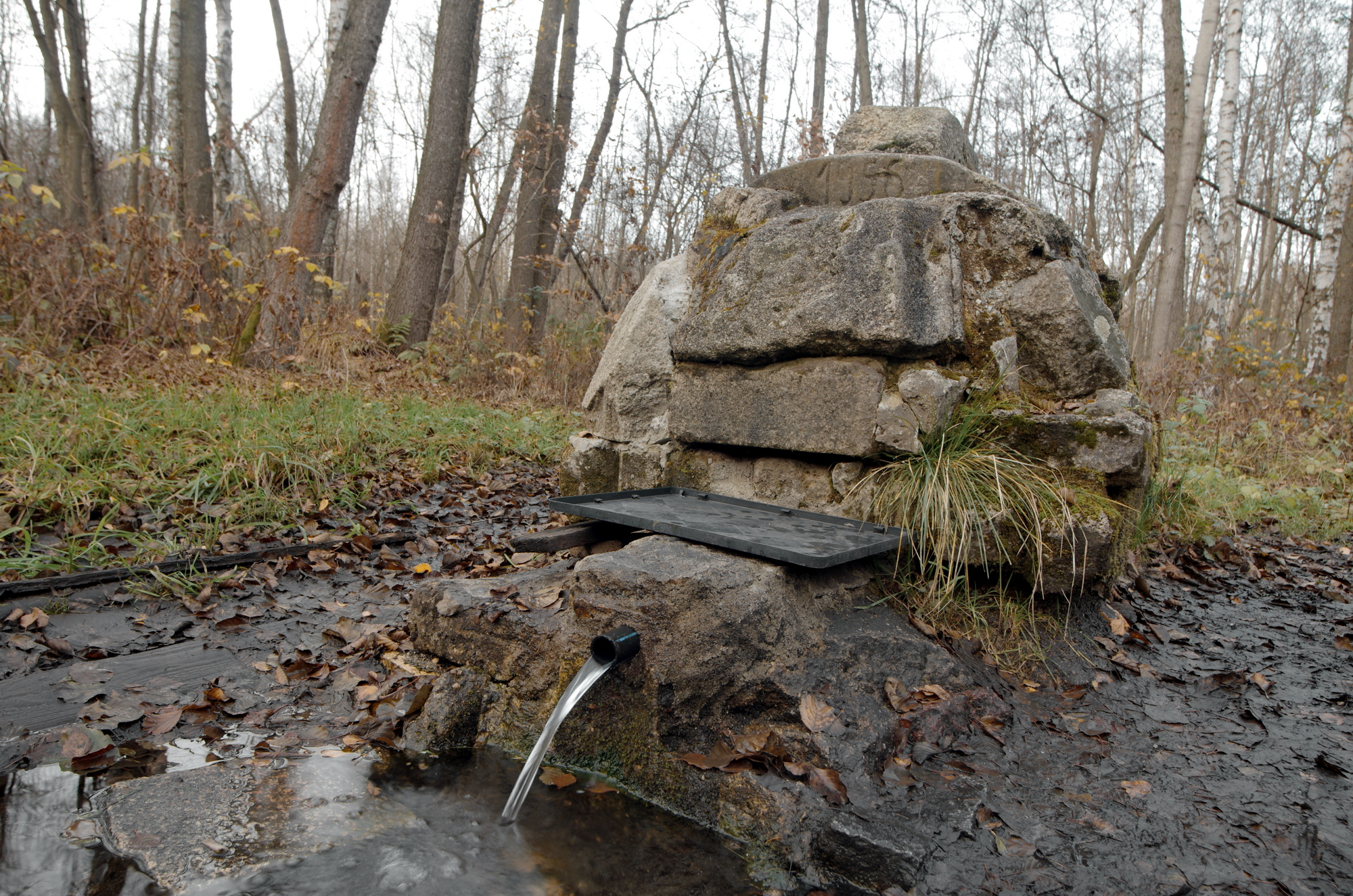
Mineralbrunnen Pochlovice
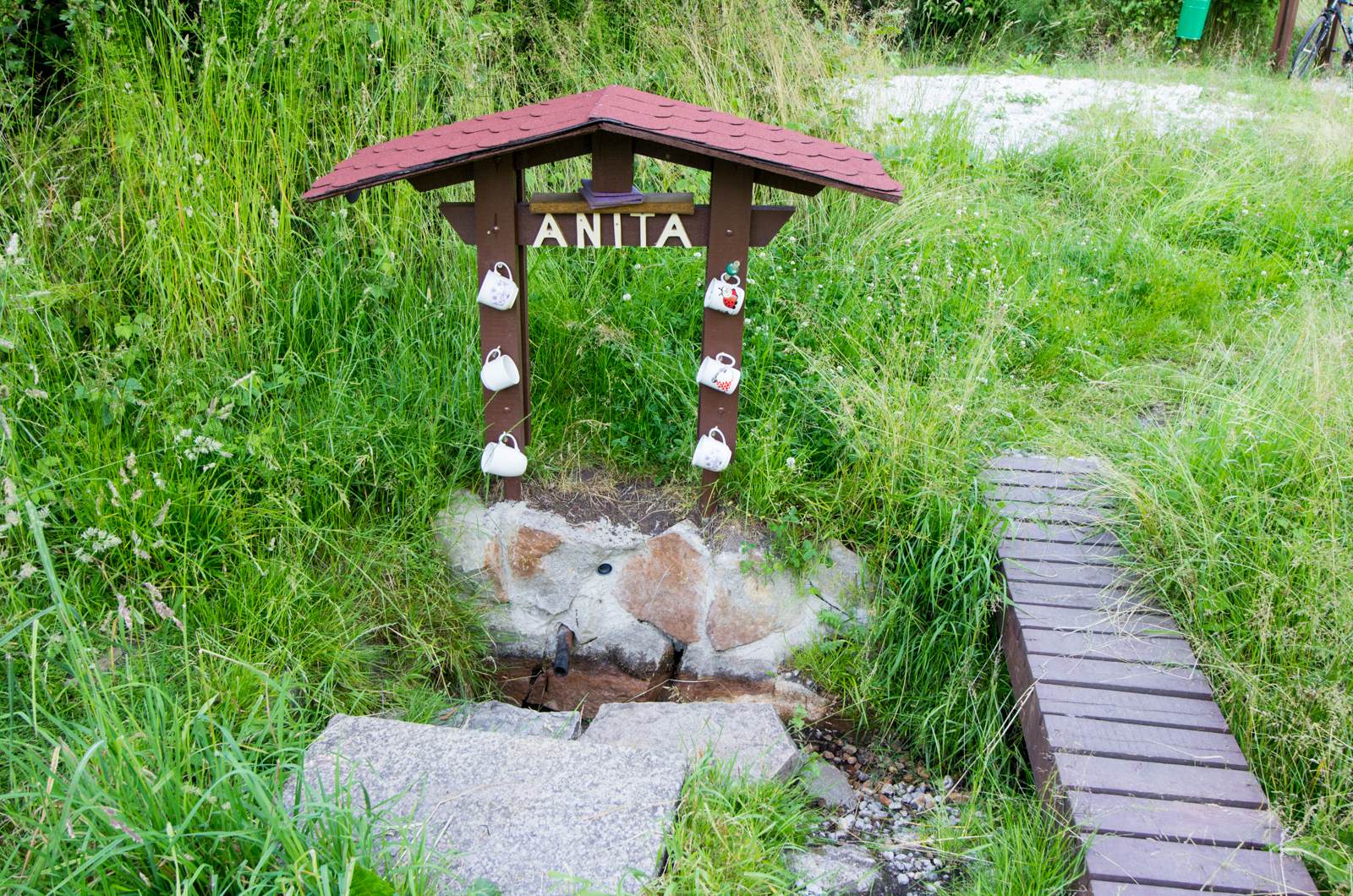
Mineralquelle Anita
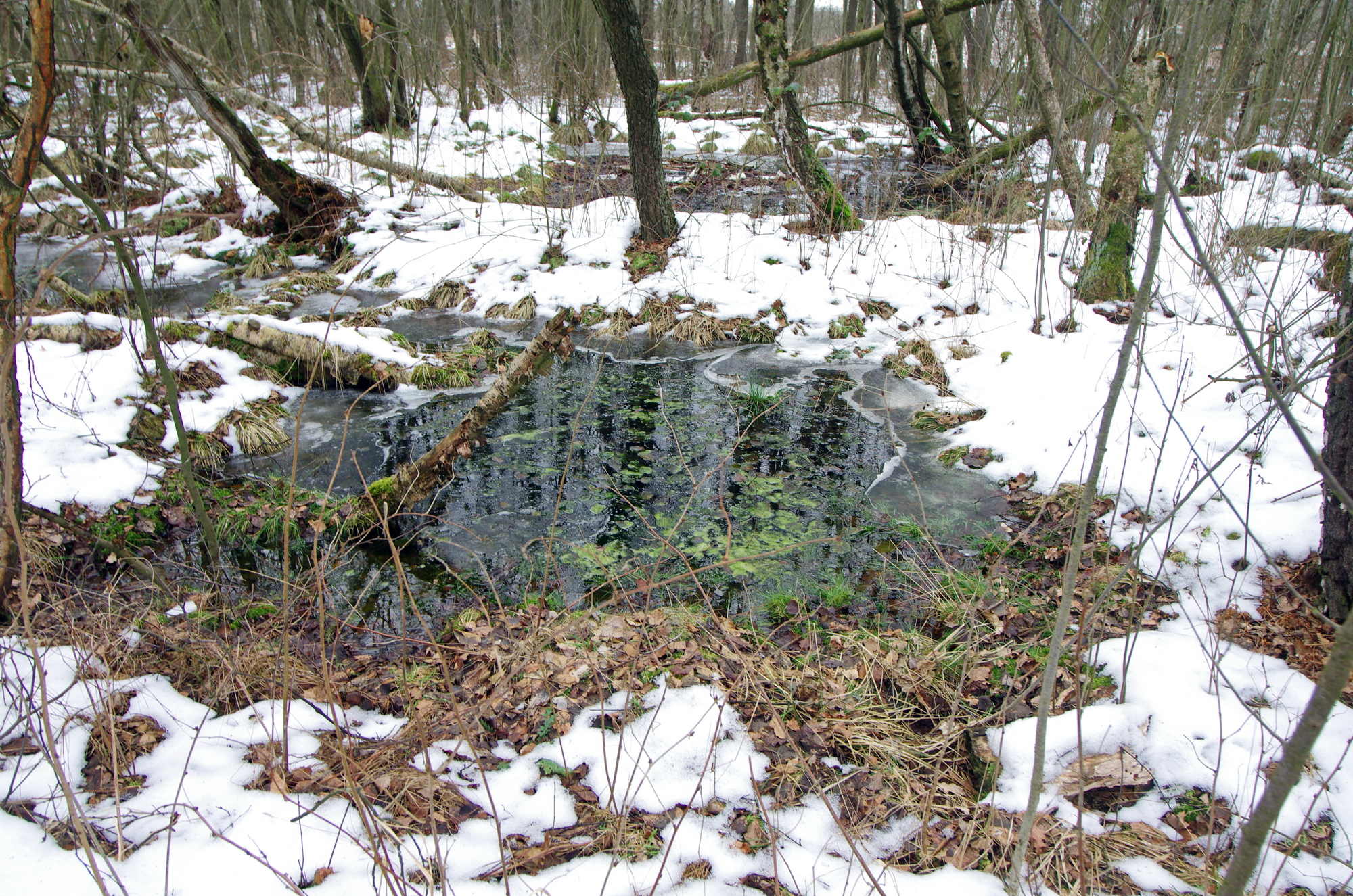
Eine Mofette von Bublák
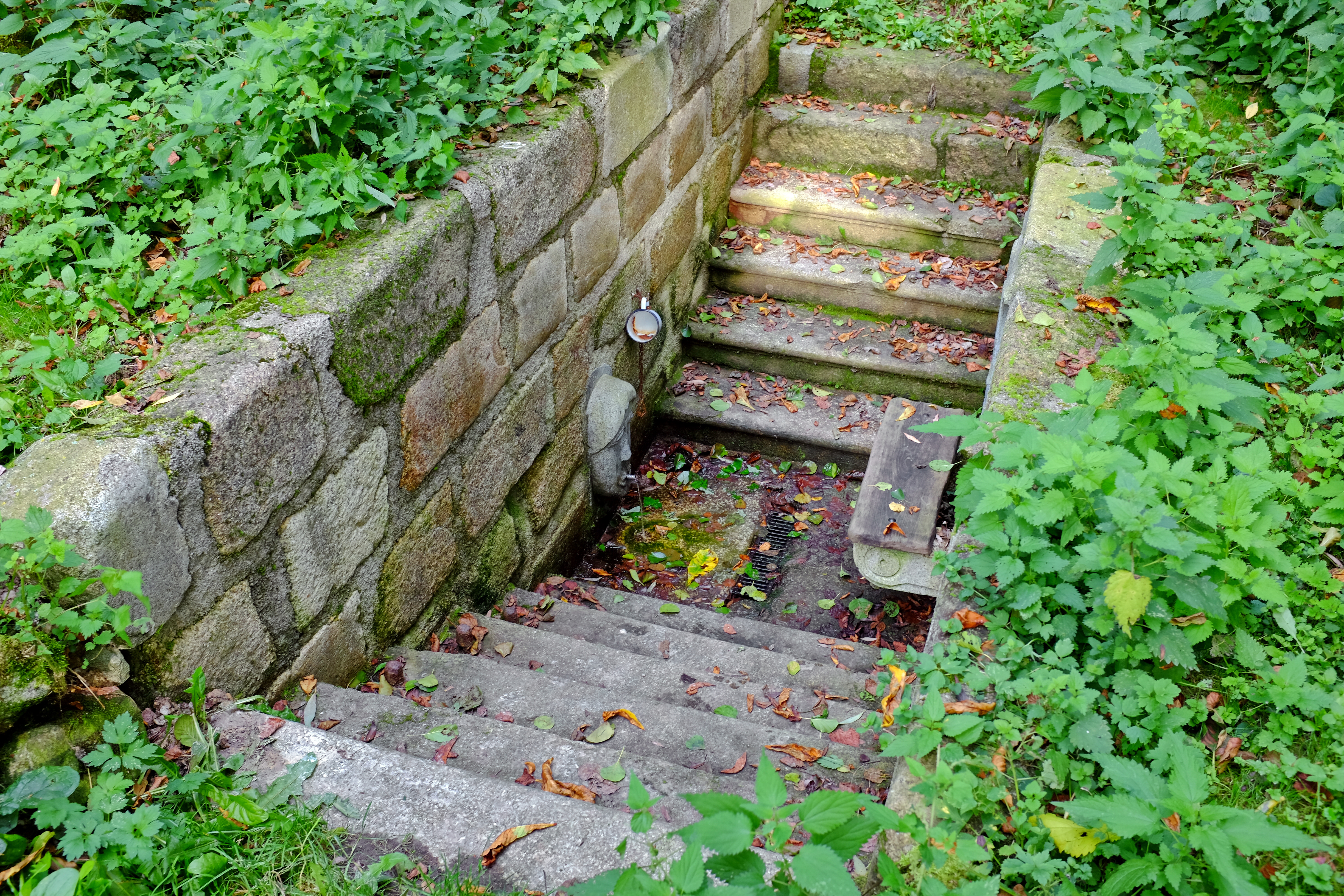
Quellfassung der Mlýnská kyselka